# Aigilips
Aigilips (altgriechisch Ἀιγίλιψ) ist eine Ortschaft aus der griechischen Mythologie.
Im Schiffskatalog in Homers Ilias wird sie als eine der dem Odysseus untertänigen Ortschaften genannt. Nach einem Lokalisierungsversuch des antiken Geografen Strabon lag Aigilips gemeinsam mit den ebenfalls im Schiffskatalog genannten Orten Neritos und Krokyleia auf der ionischen Insel Leukas, während der Grammatiker Stephanos von Byzanz alle drei Orte auf der ionischen Insel Ithaka verortet.

## Nachweise
1. ↑  Homer, Ilias 2, 633.
2. ↑  Strabon 10, 452.
3. ↑  Stephanos von Byzanz s. v. Κροκύλειον